# Justicia ensiflora
Justicia ensiflora là một loài thực vật có hoa trong họ Ô rô. Loài này được (Standl.) D.N. Gibson mô tả khoa học đầu tiên năm 1972.